# Чутовская поселковая община
Чутовская поселковая община (укр. Чутівська селищна громада) — территориальная община в Полтавском районе Полтавской области Украины. Административный центр — посёлок Чутово.
Создана в 2020 году, согласно распоряжению Кабинет Министров Украины № 721-р от 12 июня 2020 года «Об определении административных центров и утверждении территорий территориальных общин Полтавской области», путем объединения территорий и населенных пунктов Чутовского поселкового и Василевского, Ольховатского, Войнивского, Гряковского, Зеленовского, Таверовского, Черняковского сельских советов Чутовского район Полтавской области.

## Населенные пункты
В состав общины входят 1 поселок (Чутово) и 28 сел: Василевка, Верхние Ровни, Виноминовка, Ольховка, Водяное, Войновка, Гряково, Дондасовка, Зеленковка, Кантемировка, Кочубеевка, Левенцовка, Лисичья, Лозоватка, Нижние Ровни, Новое Гряково, Новофёдоровка, Охочее, Першотравневое, Распашное, Смородщина, Стенка, Сторожевое, Счастливое, Таверовка, Тойбик, Черняковка, Юнаки.